# Chaetodexia pallida
Chaetodexia pallida là một loài ruồi trong họ Tachinidae.